# وفاة جيرالد فورد وجنازته الرسمية
في 26 ديسمبر 2006، توفي جيرالد فورد، الرئيس الـ38 للولايات المتحدة، في منزله في رانتشو ميراج، كاليفورنيا في الساعة 6:45 مساء بالتوقيت المحلي (02:45، 27 ديسمبر بالتوقيت العالمي). في الساعة 8:49 بعد الظهر بالتوقيت المحلي، أصدرت بيتي فورد زوجة الرئيس فورد لمدة 58 عاما، بيانا أكدت فيه وفاته: «تشاركني عائلتي في تقاسم الأخبار الصعبة التي تفيد بأن جيرالد فورد، الزوج الحبيب، الأب، الجد، والجد الأكبر، توفي عن عمر 93 سنة. لقد امتلأت حياته بحب الله وعائلته وبلده.» وكانت أسباب الوفاة المدرجة في شهادة الوفاة اللاحقة هي داء الشرايين الدماغي وتصلب الشرايين المنتشر.
كان فورد، بعمر 93 عاما و165 يوما، أطول رئيس أمريكي عمرا في التاريخ حتى 25 نوفمبر 2017، عندما تجاوز جورج اتش بوش رقمه القياسي، الذي عاش 94 عاما.
كان فورد ثاني رئيس يموت أثناء رئاسة جورج دبليو بوش، فضلا عن الثاني الذي يموت في القرن الحادي والعشرين، الأول هو رونالد ريغان.

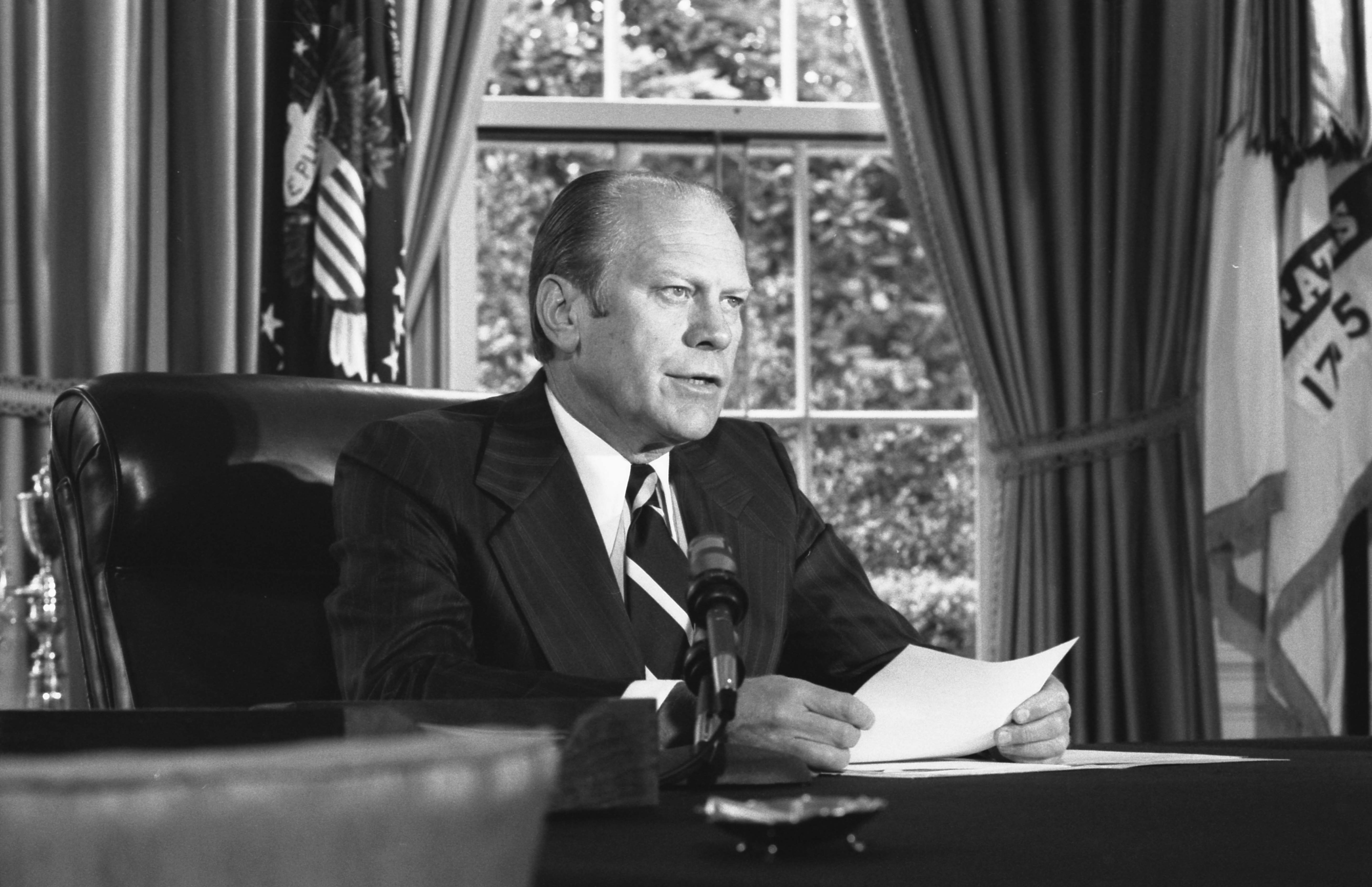
جيرالد آر. فورد

## التأبين من قبل قادة العالم
عند وفاة فورد، قال الرئيس جورج دبليو بوش في بيان مكتوب:
كما كانت هناك العديد من الإشادات من الأميركيين الآخرين، بما في ذلك الرؤساء الأميركيين السابقين الأحياء: جيمي كارتر، جورج إتش. بوش و‌بيل كلينتون ورئيس أركان فورد السابق نائب الرئيس ديك تشيني والسيدة الأولى السابقة نانسي ريغان.
وكان من بين الزعماء الاجانب الذين أعربوا عن تقديرهم رئيس الوزراء الكندي ستيفن هاربر والرئيس التشيكي فاتسلاف كلاوس والرئيس الألماني هورست كولر. نصح هاربر الحاكم العام ميكائيل جان ان تأمر بتنكيس جميع الاعلام في كندا التي ترفرف من شروق الشمس حتى غروب الشمس يوم 2 يناير 2007، في تعاطف مع اليوم الوطني للحداد في الولايات المتحدة. في المملكة المتحدة، تم تنكيس علم الاتحاد في قصر باكينغهام يوم 28 ديسمبر.

## وصلات خارجية
- Gerald R. Ford Memorial
- Congressional Tribute To President Gerald R. Ford and Complete State Funeral Compilation
- Program for funeral
- State Funeral of Gerald Ford from the Military District of Washington (MDW)
- Honoring Gerald R. Ford, USDoD website
- Video coverage of Gerald Ford's Funeral
- Gerald R. Ford 21 jet flyby على يوتيوب